# Orsonwelles calx
Orsonwelles calx es una especie de arácnido del orden de la arañas (Araneae) y de la familia Linyphiidae.

## Distribución geográfica yhábitat
Es endémica de montanos de la isla de Kauai en Hawái.